# Comuna Kaluha, Bereznehuvate
Kaluha (în ucraineană Калуга) este o comună în raionul Bereznehuvate, regiunea Mîkolaiiv, Ucraina, formată din satele Kaluha (reședința) și Sokolivka.

## Demografie
Componența lingvistică a comunei Kaluha
     Ucraineană (96,62%)
     Română (1,33%)
     Rusă (1,02%)
Conform recensământului din 2001, majoritatea populației comunei Kaluha era vorbitoare de ucraineană (96,62%), existând în minoritate și vorbitori de română (1,33%), rusă (1,02%) și armeană (1,02%).